# Salomè (filme de 1910)
Salomè (também conhecido como Salome) é um curta-metragem italiano de 1910 dirigido e produzido por Ugo Falena. O filme é estrelado por Vittoria Lepanto, Laura Orette e Ciro Galvani nos papéis principais.

## Enredo
Para o rei Herodes, a jovem Salomé executa a dança dos sete véus. Herodes ficou fascinado pela mulher e deu-lhe um "desejo". A mulher então reclama a cabeça de João Batista, que recusou. Na verdade, quando foi capturado após a morte de Cristo, Salomé sentiu uma paixão imensa ao ouvir as palavras insultuosas do profeta trancado em sua cela. Salomé tentou falar com ele, tentando comunicar seu desejo de amor, mas o Batista a rejeitou ainda mais ofendendo-a e xingando-a.

## Elenco
- Vittoria Lepanto como Salomé
- Laura Orette como Herodias
- Ciro Galvani como Giovanni
- Achille Vitti como Tetrarca
- Francesca Bertini como Jovem escrava
- Gastone Monaldi como João Batista

## Técnica de Cores
O filme foi gravado usando a técnica de cores chamada Pathécolor.